# Cavenderichthys talbragarensis
A Cavenderichthys talbragarensis a csontos halak (Osteichthyes) főosztályának sugarasúszójú halak (Actinopterygii) osztályába, ezen belül a fosszilis Leptolepiformes rendjébe és a Leptolepidae vagy Luisiellidae családjába tartozó faj.

## Tudnivalók
A Cavenderichthys talbragarensis a késő jura korszakban élt, ott ahol manapság az ausztráliai Új-Dél-Wales állam fekszik. Maradványait a Talbragar nevű ideiglenes folyó medrének közelében fedezték fel.
Közeli rokonságban állhatott a szintén fosszilis Leptolepis halnemmel, ahová egy ideig be volt sorolva.

## Fordítás
- Ez a szócikk részben vagy egészben  a   Cavenderichthys című angol Wikipédia-szócikk ezen változatának fordításán alapul.  Az eredeti cikk szerkesztőit annak laptörténete sorolja fel. Ez a jelzés csupán a megfogalmazás eredetét és a szerzői jogokat jelzi, nem szolgál a cikkben szereplő információk forrásmegjelöléseként.